# Mayfield (villa)
Mayfield es una villa ubicada en el condado de Fulton en el estado estadounidense de Nueva York. En el año 2000 tenía una población de 800 habitantes y una densidad poblacional de 346.3 personas por km².

## Geografía
Mayfield se encuentra ubicada en las coordenadas 43°6′12″N 74°15′56″O / 43.10333, -74.26556.

## Demografía
Según la Oficina del Censo en 2000 los ingresos medios por hogar en la localidad eran de $35,781, y los ingresos medios por familia eran $39,792. Los hombres tenían unos ingresos medios de $30,139 frente a los $21,620 para las mujeres. La renta per cápita para la localidad era de $15,604. Alrededor del 10.8% de la población estaban por debajo del umbral de pobreza.